# Dallas Cowboys 1960
La stagione 1960 dei Dallas Cowboys è stata la prima della franchigia nella National Football League. Terminò senza vittorie, con 11 sconfitte e un pareggio, all'ultimo posto Western Conference e col peggiore record della NFL quell'anno, peggio anche della prima stagione della precedente squadra della città, i Dallas Texans, che avevano terminato con un bilancio di 1-11.

## Calendario

### Stagione regolare
| Turno | Data       | Avversario             | Risultato | Stadio           | Record | Tabellino | Pubblico |
| ----- | ---------- | ---------------------- | --------- | ---------------- | ------ | --------- | -------- |
| 1     | 24/9/1960  | Pittsburgh Steelers    | S 28–35   | Cotton Bowl      | 0–1    |           | 30,000   |
| 2     | 30/9/1960  | Philadelphia Eagles    | S 25–27   | Cotton Bowl      | 0–2    |           | 18,500   |
| 3     | 9/10/1960  | at Washington Redskins | S 0-59    | Griffith Stadium | 0–3    |           | 21,142   |
| 4     | 16/10/1960 | Cleveland Browns       | S 7–48    | Cotton Bowl      | 0–4    |           | 28,500   |
| 5     | 23/10/1960 | at St. Louis Cardinals | S 10–12   | Busch Stadium    | 0–5    |           | 23,128   |
| 6     | 30/10/1960 | Baltimore Colts        | S 7–45    | Cotton Bowl      | 0–6    |           | 25,500   |
| 7     | 6/11/1960  | Los Angeles Rams       | S 13–38   | Cotton Bowl      | 0–7    |           | 16,000   |
| 8     | 13/11/1960 | at Green Bay Packers   | S 7–41    | Lambeau Field    | 0–8    |           | 32,294   |
| 9     | 20/11/1960 | San Francisco 49ers    | S 14–26   | Cotton Bowl      | 0–9    |           | 10,000   |
| 10    | 27/11/1960 | at Chicago Bears       | S 7–17    | Wrigley Field    | 0–10   |           | 39,951   |
| 11    | 4/12/1960  | at New York Giants     | P 31–31   | Yankee Stadium   | 0–10–1 |           | 55,033   |
| 12    | 11/12/1960 | at Detroit Lions       | S 14–23   | Briggs Stadium   | 0–11–1 |           | 43,272   |
| 13    | Pausa      | Pausa                  | Pausa     | Pausa            | Pausa  | Pausa     | Pausa    |